# 維索金斯科耶湖
60°18′30″N 28°52′30″E / 60.3083°N 28.875°E

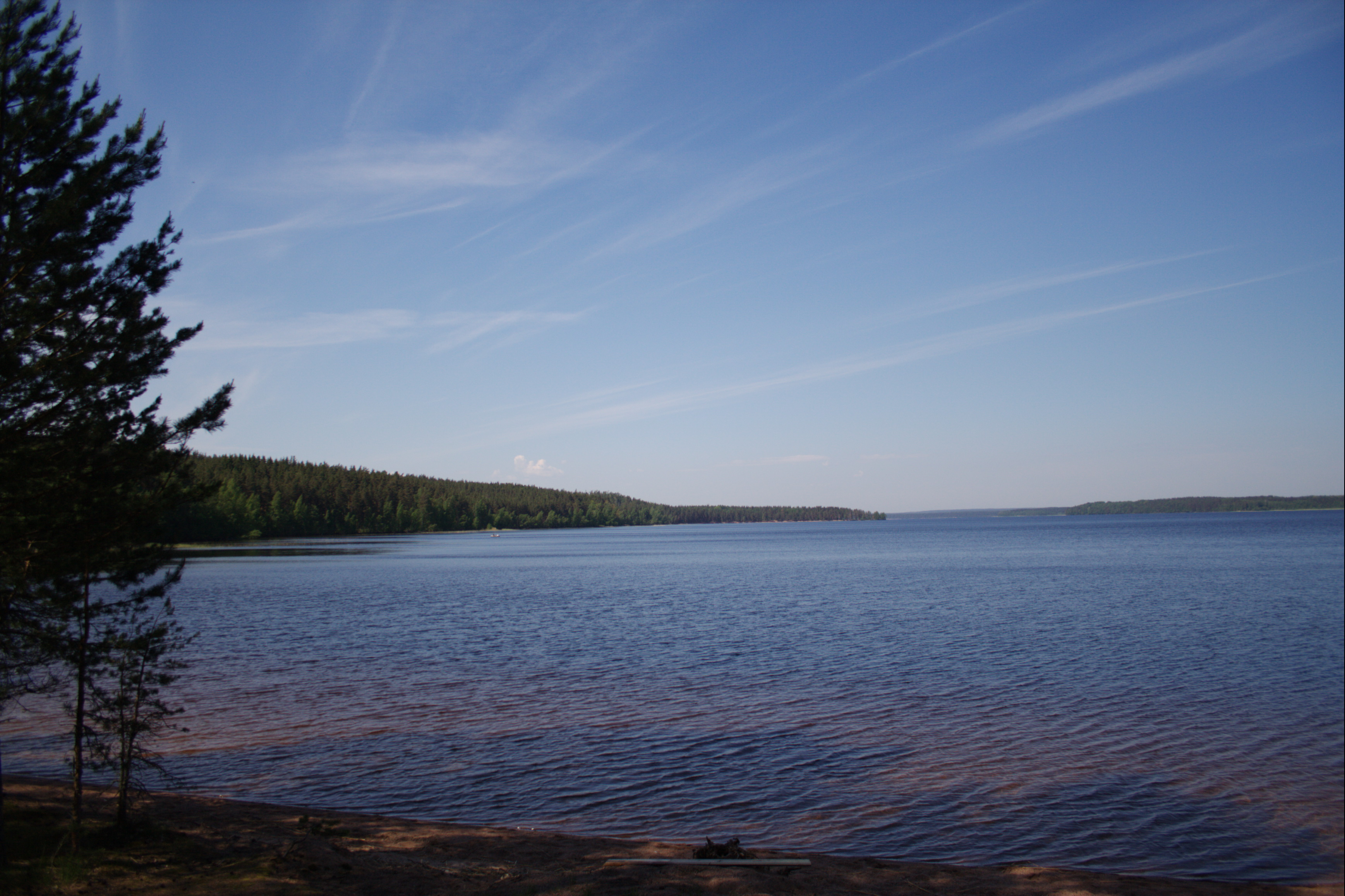

維索金斯科耶湖（俄语：Высокинское），是俄羅斯的湖泊，位於該國西北部，由列寧格勒州負責管轄，處於維堡區，長6公里、寬1.5公里，海拔高度10.5米，最大水深12米。